# Abraham Hartwich
Abraham Hartwich (ur. 28 stycznia 1663 w Królewcu w Prusach Wschodnich, zm. w 1720 lub 6 stycznia 1721 w Bahrenhof koło Niedźwiedzicy) – niemiecki teolog protestancki, pedagog, historyk, autor trzytomowego dzieła o Żuławach Wiślanych.

## Życiorys
Abraham Hartwich urodził się 28 stycznia 1663 w rodzinie Benjamina Hartwicha (zm. 1695) i Marii z domu Balck (zm. 1675). Był najmłodszym z dziewięciorga rodzeństwa. Od kwietnia 1681 roku studiował teologię na Uniwersytecie w Królewcu. Od 1693 pracował jako nauczyciel w gimnazjum w Lipniku (dzielnica Królewca), w ostatnim roku jako konrektor (wicedyrektor). W 1698 został pastorem we wsi Lipinka k. Nowego Stawu w Prusach Zachodnich. W 1712 przeprowadził się do Bahrenhof k. Niedźwiedzicy, gdzie objął probostwo i gdzie zmarł. Jego szczegółowy opis trzech pruskich regionów Werder w Geographisch-Historische Landes-Beschreibung został opublikowany w periodyku „Das Gelehrte Preussen” w roku 1722 (już po jego śmierci). Obszerna praca liczy łącznie 548 stron.

## Geographisch-Historische Landes-Beschreibung

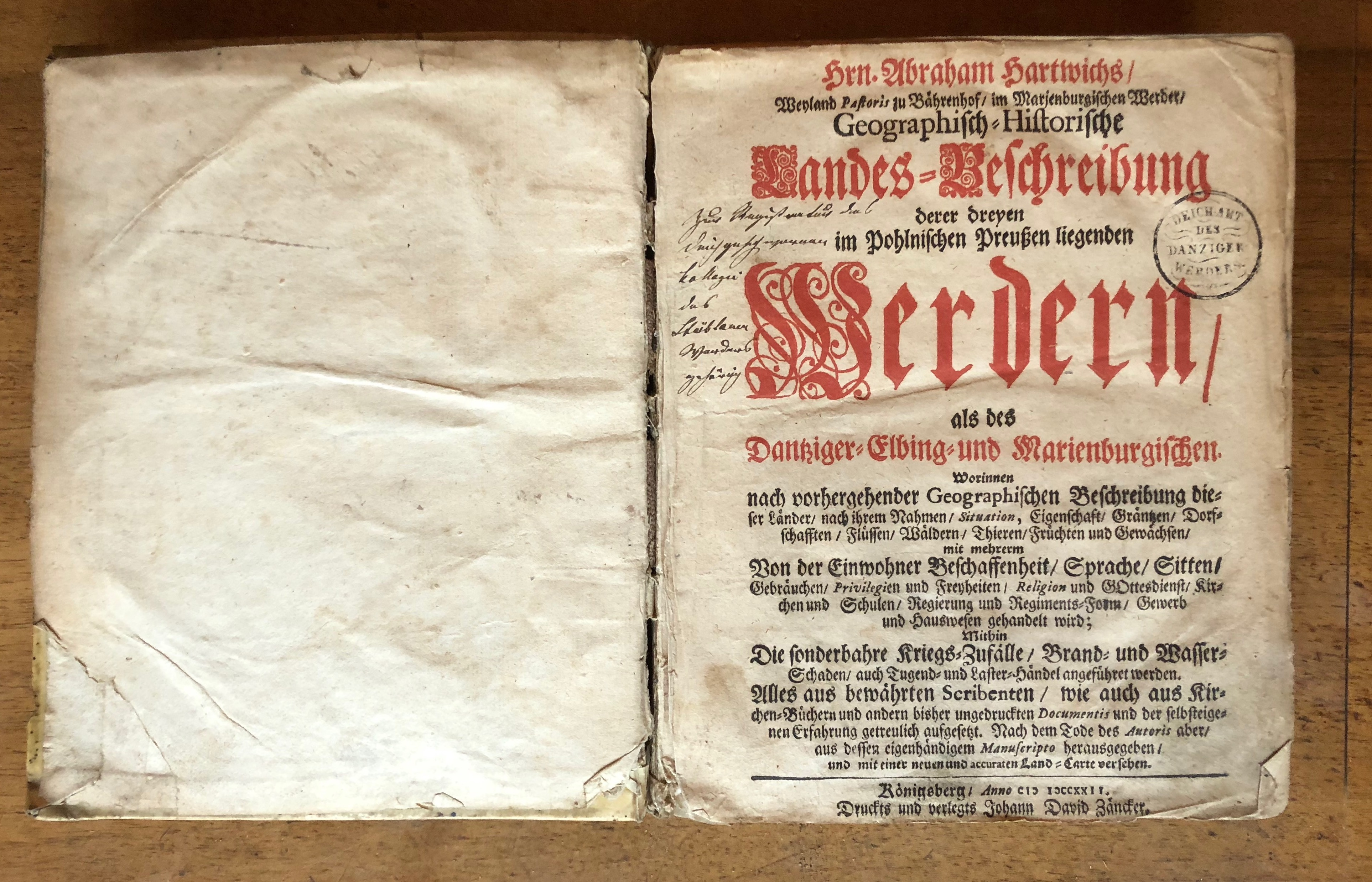
Geographisch-Historische Landes-Beschreibung deren dreyen im Pohlnischen Preußen liegenden Werdern, als das Dantziger- Elbing- und Marienburgischen, wyd. 1722

Geographisch-Historische Landes-Beschreibung to trzytomowe dzieło o Żuławach Wiślanych. Już w tytule, Abraham Hartwich wyszczególnia podział Żuław na trzy regiony. Są to wg niego: Żuławy Gdańskie (Danziger Werder), Żuławy Elbląskie (Elbinger Werder) i Żuławy Malborskie (Marienburger Werder). Temu ostatniemu regionowi Hartwich poświęca najwięcej uwagi. W pierwszej części zawarta jest historia, geografia oraz demografia Żuław. Znajdują się tam m.in. informacje o ukształtowaniu terenu, strukturze agrarnej, zalesieniu, florze i faunie, usytuowaniu miejscowości, a także niezwykle bogaty opis życia mieszkańców tych terenów (m.in. charakter, używane języki, ubiór czy obyczaje). Najobszerniejsza jest druga część, poświęcona wydarzeniom religijnym na Żuławach. Liczy ona aż 270 stron. Księga trzecia liczy 236 stron i zawiera tematykę świecką, w tym m.in. kwestie polityczne, administracyjne i gospodarcze Żuław Malborskich, a także wydarzenia wojenne z lat 1719–1720.
W 2002 ukazał się reprint dzieła Abrahama Hartwicha z 1722 roku. Wydawca reprintu zachował oryginalną strukturę książki. Dokładnie przeniesiono gotycki krój czcionki, stare formy niemieckojęzyczne, glosy na marginesie książki, ozdoby graficzne, mapy oraz zachowano oryginalny podział na rozdziały i paragrafy.